# Épinay-sous-Sénart
Épinay-sous-Sénart ist eine französische Gemeinde mit 11.783 Einwohnern (Stand: 1. Januar 2022) im Département Essonne in der Region Île-de-France. Sie gehört zum Arrondissement Évry, das südlich an Paris angrenzt und ist der Hauptort (chef-lieu) des gleichnamigen Kantons Épinay-sous-Sénart.

## Geographie
Épinay-sous-Sénart wird umgeben von den Nachbargemeinden Brunoy im Westen und Norden, Mandres-les-Roses im Nordosten, Boussy-Saint-Antoine im Osten, Quincy-sous-Sénart im Südosten und Süden und Soisy-sur-Seine im Südwesten. Ein großer Teil des Gemeindegebiets ist der nordöstliche Teil des Forêt Domaniale de Sénart. An der nördlichen Gemeindegrenze verläuft der Fluss Yerres.

## Gemeindepartnerschaften
Mit der deutschen Gemeinde Isernhagen besteht seit 1982
eine Partnerschaft, ebenso lange zu der Stadt Peacehaven in East Sussex in Großbritannien.

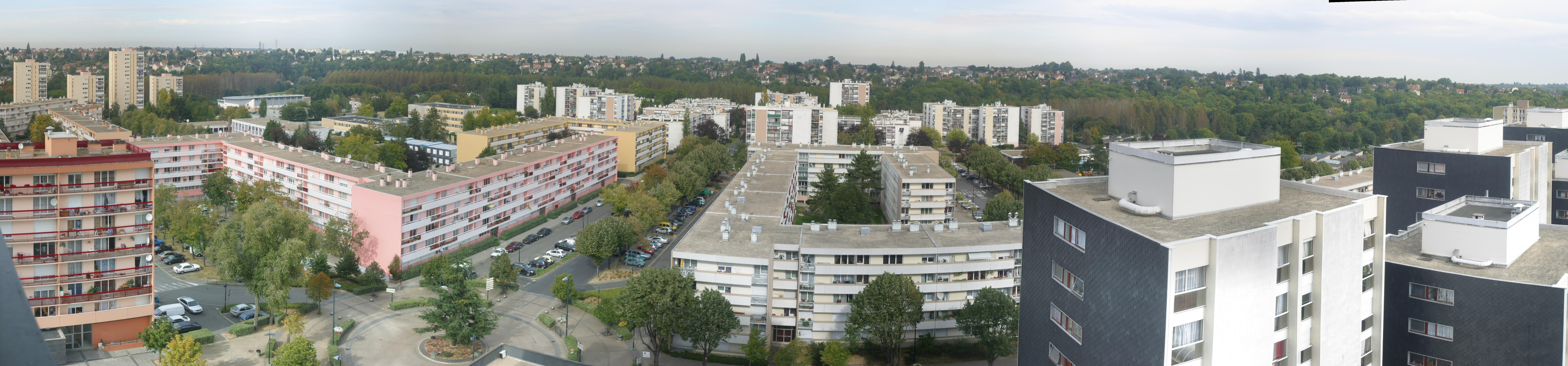
Panoramablick von Épinay-sous-Sénart

## Sehenswürdigkeiten
- Rathaus, erbaut 1891

## Persönlichkeiten
- Claude Makélélé (* 1973), Fußballspieler (Verteidiger) und -trainer
- Darcel Yandzi (* 1973), Judoka, Europameister 1993 in der Gewichtsklasse bis 78 kg
- Jason Mayélé (1976–2002), Fußballspieler, nach Autounfall verstorben und in Épinay bestattet